# Schwebende Betonung
Durch schwebende Betonung wird beim Vortrag eines Gedichts die gelegentlich fehlende Übereinstimmung zwischen Versmaß und natürlicher Betonung eines Wortes ausgeglichen.
Ein Gedicht kann zum Beispiel als vorherrschendes Versmaß (Metrum) einen Jambus aufweisen, also einen Wechsel von unbetonter und betonter Silbe. Es ist jedoch möglich, dass dieses Metrum nicht immer mit der natürlichen Akzentuierung einer Silbe übereinstimmt. Dieses Problem kann dadurch gelöst werden, dass die betreffenden Silben gleich stark betont werden. In diesem Fall spricht man von schwebender Betonung.

## Beispiel

### Die Beiden
„Sie trug den Becher in der Hand 

- Ihr Kinn und Mund glich seinem Rand -,

So leicht und sicher war ihr Gang, 

Kein Tropfen aus dem Becher sprang.

So leicht und fest war seine Hand:

Er ritt auf einem jungen Pferde,

Und mit nachlässiger Gebärde

Erzwang er, daß es zitternd stand.“

Das Gedicht weist überwiegend einen Jambus auf. In der 3. Zeile der 2. Strophe weicht dieses Versmaß aber davon ab. Das Wort „nachlässiger“ müsste dem Jambus gemäß eigentlich auf der 2. Silbe betont werden, was jedoch nicht der natürlichen Akzentuierung entspräche. Aufgelöst wird dieser Widerspruch durch eine schwebende Betonung, indem die betreffenden Silben gleichmäßig akzentuiert werden.
Man kann diese Abweichung vom Versmaß so interpretieren, dass die Nachlässigkeit des Reiters mit der hier bewusst vernachlässigten Form korrespondiert.